# Trädgränsen

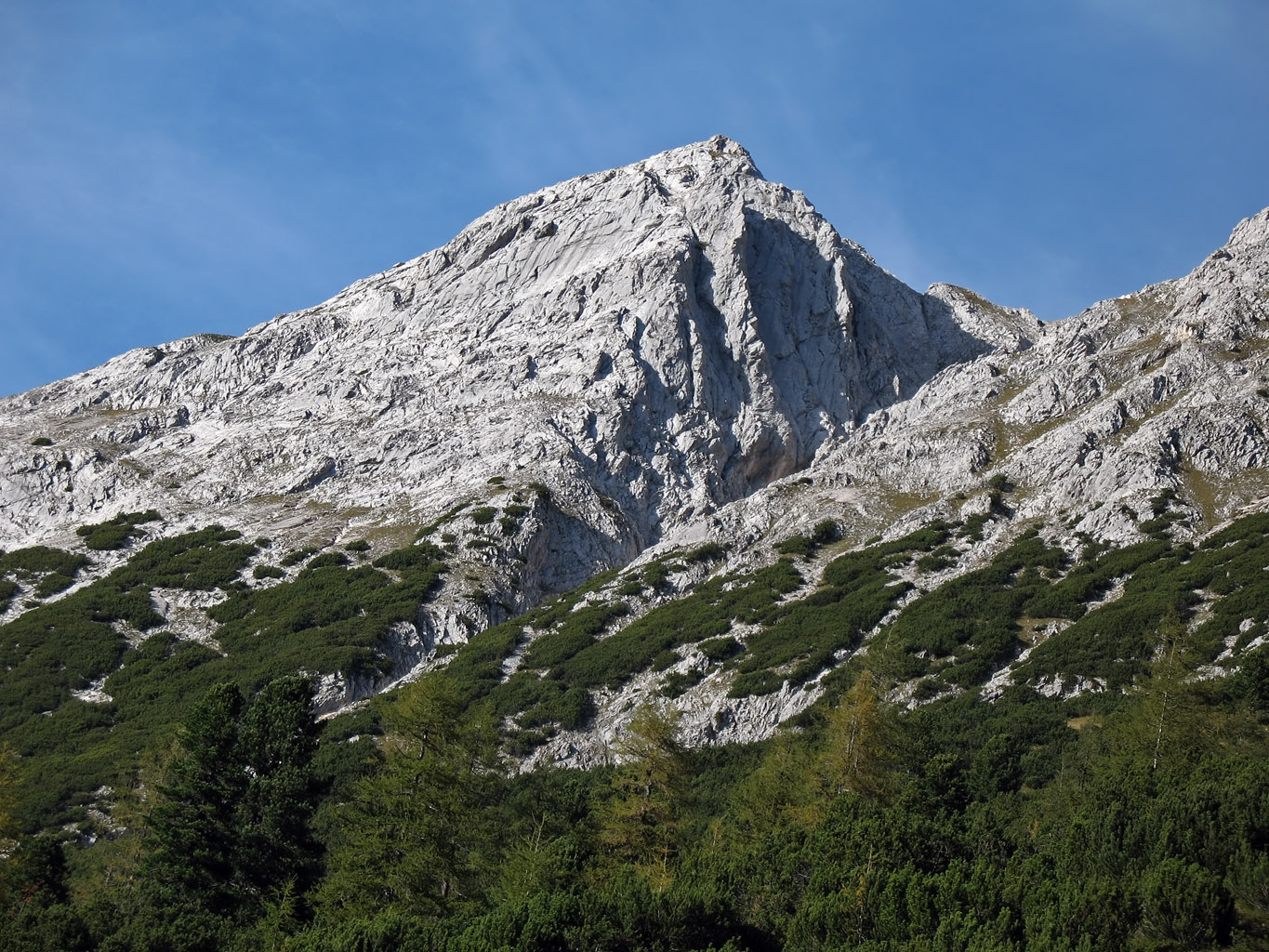
Trädgränsen vid berget Sunntigerspitze i Alperna.

Trädgränsen är en sammanbindningslinje mellan de yttersta eller översta enskilda träden intill ett trädlöst område. Det trädlösa området är i Sverige oftast kalfjäll eller tundra, men på andra ställen går trädgränser också mot exempelvis stäpp eller öken. Observera att trädgränsen avser enskilda träd. Skogen avgränsas av skogsgränsen.
Trädgränsen i kallare områden anses gå där medeltemperaturen den varmaste månaden är cirka 10 °C. De härdigaste träden behöver denna temperatur för att växa och föröka sig. På vindexponerade platser krävs högre temperatur. I bergstrakter finns en trädgräns på en viss höjd, något högre på sydsluttningar och vindskyddade lägen än andra lägen. Den går i Sverige vid mellan 700 och 1 100 meters höjd över havet, högre i södra fjällen och lägre i norra. Den högsta trädgränsen i världen finns på 5 000 meters höjd i Bolivia. I polarområdena finns i stället en trädgräns mot polen, till exempel en bit söder om norska Finnmarks kust.
Trädgränsen flyttar sig uppåt i olika områden på grund av det föränderliga klimatet. De svenska fjällen får därav allt mindre kalfjäll.